# Ytre Bølingen
Die Ytre Bølingen (von norwegisch ytre ‚äußere‘) sind eine Inselgruppe vor der Ingrid-Christensen-Küste des ostantarktischen Prinzessin-Elisabeth-Lands. Sie bilden gemeinsam mit den Indre Bølingen die Inselgruppe Bølingen im südöstlichen Teil der Prydz Bay.
Norwegische Kartografen, die sie auch benannten, kartierten sie 1946 anhand von Luftaufnahmen, die bei der Lars-Christensen-Expedition 1936/37 entstanden.